# Campionati europei di dressage 2023
I Campionati europei di dressage 2023 si sono svolti nel quartiere di Riesenbeck, a Hörstel, in Germania, dal 5 al 10 settembre 2023.

## Podi
| Evento              | Oro                       | Argento                | Bronzo             |
| Dressage freestyle  | Jessica von Bredow-Werndl | Charlotte Fry          | Charlotte Dujardin |
| Dressage GP Special | Jessica von Bredow-Werndl | Nanna Skodborg Merrald | Charlotte Dujardin |
| Gara a squadre      | Regno Unito               | Germania               | Danimarca          |

## Medagliere
| Posiz. | Nazione     | Oro | Argento | Bronzo | Totale |
| ------ | ----------- | --- | ------- | ------ | ------ |
| 1      | Germania    | 2   | 1       | 0      | 3      |
| 2      | Regno Unito | 1   | 1       | 2      | 4      |
| 3      | Danimarca   | 0   | 1       | 1      | 2      |
| Totale | Totale      | 3   | 3       | 3      | 9      |